# Wim Bronger
Wim Bronger, auch als Willem Bronger geführt, (* 18. Januar 1888; † 25. Februar 1965) war ein niederländischer Fußballspieler.

## Verein
Abwehrspieler Bronger spielte auf Vereinsebene insgesamt zwölf Jahre für Volharding OC. Explizit nachgewiesen ist die Saison 1911/12 in der Eerste Klasse A.

## Nationalmannschaft
Bronger bestritt am 10. März 1912 ein Länderspiel für die niederländische Fußballnationalmannschaft (2:1 gegen Belgien im Kielstadion in Antwerpen).